# John Graunt

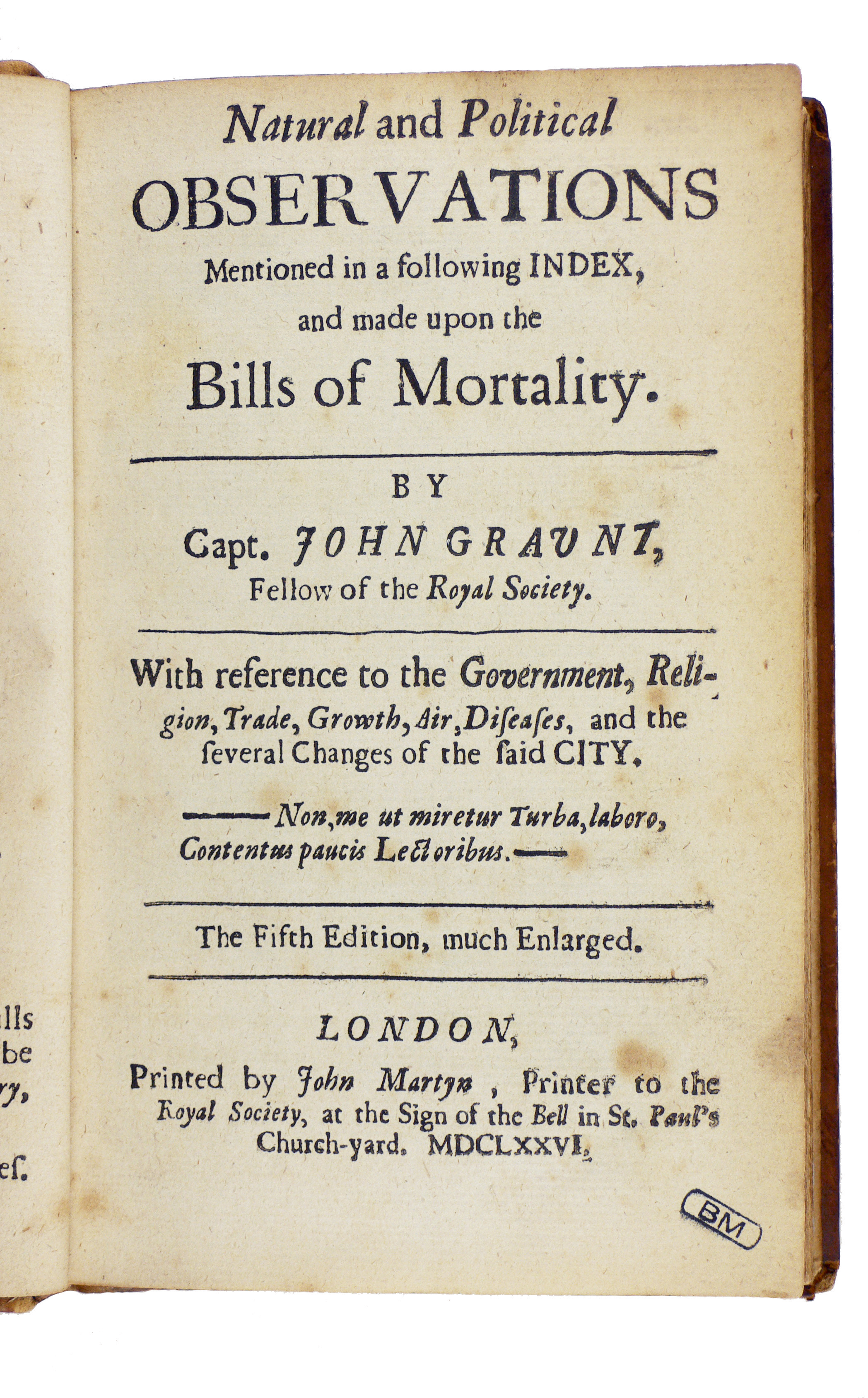
Bills of Mortality, 1676

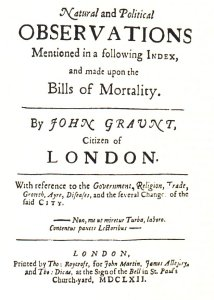
Deckblatt von Graunts Werk Natural and Political Observations Made upon the Bills of Mortality (1662).

John Graunt (* 24. April 1620 in London; † 18. April 1674 ebenda) leistete einen erheblichen Beitrag zur systematischen Datenerfassung und Datenauswertung und gilt als ein wichtiger Wegbereiter der modernen Statistik.

## Leben und Wirken
Graunt war einer der Begründer der Demographie, obwohl er ein Kurzwarenverkäufer war. Zusammen mit William Petty entwickelte er frühe Statistik- und Zensusmethoden, die die Grundlage der modernen Demographie bilden. Graunt berechnete im Jahre 1662 die erste Sterbetafel und gab damit erstmals für jedes Alter Überlebenswahrscheinlichkeiten an. Dies war eine bemerkenswerte mathematische Leistung, da die Sterbeverzeichnisse keine Angaben über das Alter der Verstorbenen enthielten. Er wird auch als einer der ersten Experten im Bereich der Epidemiologie gesehen, da sein berühmtes Werk sich in erster Line mit Gesundheitsstatistik beschäftigte.
In seinem Buch Natural and Political Observations Made upon the Bills of Mortality (1662) analysierte er die Bills of mortality genannten Sterbeverzeichnisse in London. Grundlage war der Versuch des Königs von England, Charles des II. und anderer offizieller Stellen, ein Warnsystem für das Auftreten und der Verbreitung der Pest in London zu installieren. Obwohl dies niemals zufriedenstellend gelang, führte Graunts Arbeit zu der ersten statistisch basierten Abschätzung der Bevölkerung von London.
Er präsentierte sein Werk vor der Royal Society, die ihn daraufhin 1662 als Mitglied aufnahm. Ursprünglich wollten die Mitglieder der Royal Society aufgrund seiner Stellung als Kurzwarenverkäufer nicht zum Mitglied wählen. Erst auf Druck des Königs überwanden sie ihre Bedenken und wählten ihn.
Nach der Aufnahme in die Royal Society konvertierte Graunt zum Katholizismus, obwohl sich in dieser Zeit der Druck auf die Katholiken erhöhte. Beim Großen Brand von London wurde sein Haus zerstört, und als Aktionär der New River Company geriet er in schwere finanzielle Nöte. Ohne weitere finanzielle Unterstützung verarmte Graunt und starb im Alter von 53 Jahren an Gelbsucht und einer Leberkrankheit.

## Werke
- Natural and Political Observations mentioned in a following Index, and made upon the Bills of Mortality, 1665 (Digitalisat (Memento vom 11. Juni 2007 im Internet Archive)) (deutsch: Natürliche und politische Anmerkungen über die Totenlisten der Stadt London 1702)